# Bomba odłamkowo-burząca
Bomba odłamkowo-burząca – bomba lotnicza o skorupie nieco grubszej niż w bombie burzącej. Używana jest do niszczenia wojsk, sprzętu i obiektów przeciwnika za pomocą odłamków rozerwanej skorupy bomby i fali podmuchu. Masa bomby odłamkowo-burzącej wynosi od kilku do kilkuset kilogramów.